# Simon Blasi
Simon Blasi (* 8. August 1977 in Erlangen) ist ein deutscher Filmeditor.

## Leben
Blasi wurde 1977 in Erlangen geboren und studierte Schnitt/Montage an der Filmakademie Baden-Württemberg. Seine Abschlussarbeit Nimmermeer (2006) von Regisseur Toke Constantin Hebbeln wurde mit dem Studenten-Oscar ausgezeichnet. Sein Schaffen im Bereich Filmschnitt umfasst mehr als zwanzig Langfilme, sowohl Fernsehproduktionen als auch Kinofilme, sowohl fiktional als auch dokumentarisch. Am häufigsten arbeitet er mit den Regisseuren Alexander Dierbach und Johannes Fabrick zusammen.
Blasi ist Mitglied der Deutschen Filmakademie und im Bundesverband Filmschnitt Editor e. V. (BFS). Er lebt und arbeitet in München.

## Filmografie (Auswahl)
- 2005: Neun (Omnibusfilm) – Regie: diverse
- 2006: Nimmermeer (mittellanger Spielfilm) – weiterer Editor: André Gelhaar; Regie: Toke Constantin Hebbeln
- 2008: Wir sind schon mittendrin (mittellanger Dokumentarfilm) – Regie: Elmar Szücs
- 2009: Frühlings Erwachen (TV-Spielfilm) – Regie: Nuran David Calis
- 2010: Die große Pyramide (Dokumentarfilm) – Regie: Frauke Finsterwalder
- 2010: Shahada (Episodenfilm) – Regie: Burhan Qurbani
- 2011: Die Farbe des Ozeans (Kinospielfilm) – Regie: Maggie Peren
- 2011: Von Kindern (Dokumentarfilm) – Regie: Niko Apel
- 2012: Wir wollten aufs Meer (Kinospielfilm) – Regie: Toke Constantin Hebbeln
- 2012: Omamamia (Kinospielfilm) – Regie: Tomy Wigand
- 2013: Woyzeck (TV-Spielfilm) – Regie: Nuran David Calis
- 2013: 5 Jahre Leben (Kinospielfilm) – Regie: Stefan Schaller
- 2013: Das Mädchen mit dem indischen Smaragd (TV-Zweiteiler) – Regie: Michael Karen
- 2014: Die Pilgerin (TV-Zweiteiler) – weitere Editoren: Nils Landmark, Janina Gerkens, Patrick Wilfert; Regie: Philipp Kadelbach
- 2015 & 2018: Tannbach – Schicksal eines Dorfes (TV-Sechsteiler, davon vier Folgen) – Regie: Alexander Dierbach
- 2016: Nie mehr wie es war (TV-Spielfilm) – Regie: Johannes Fabrick
- 2016: Polizeiruf 110: Im Schatten (TV-Reihe) – Regie: Philipp Leinemann
- 2017: Der Polizist, der Mord und das Kind (TV-Spielfilm) – Regie: Johannes Fabrick
- 2017: Die Puppenspieler (TV-Zweiteiler) – Regie: Rainer Kaufmann
- 2017: Keine zweite Chance (TV-Zweiteiler) – Regie: Alexander Dierbach
- 2018: Helen Dorn: Schatten der Vergangenheit (TV-Reihe) – Regie: Alexander Dierbach
- 2018: Helen Dorn: Prager Botschaft (TV-Reihe) – Regie: Alexander Dierbach
- 2019: Preis der Freiheit (TV-Dreiteiler, davon zwei Folgen) – weiterer Editor: Max Fey; Regie: Michael Krummenacher
- 2019: Stumme Schreie (TV-Spielfilm) – Regie: Johannes Fabrick
- 2020: Das letzte Wort (Fernsehserie, 3 Folgen)
- 2021: 3 ½ Stunden (TV-Spielfilm) – Regie: Ed Herzog
- 2022: Der Fuchs